# Frau Doktor
Frau Doktor ist eine Ska-Gruppe aus Wiesbaden. Auch in der Schweiz, Österreich, Frankreich und Spanien trat die Gruppe auf.
Die zehnköpfige Gruppe spielt traditionellen Ska, vermischt mit Soul, Rocksteady und Punk-Elementen. Die ironisch-kitschigen Texte liegen zwischen Ästhetik und Humor. Zu den bekannten Liedern der Gruppe gehören Alte Männer, Süße Ska-Musik, Alter Freund, Schuld ist sie und Ska-Stars.

## Geschichte
Gegründet wurde die Gruppe 1995, damals noch mit fünf Musikern: Bernhard Erler (Gesang), Hartmut Göbel  (E-Bass), Sebastian Riegel (Schlagzeug), Benno (Orgel) und Marcel Immel (Gitarre). Verstärkt wurde die Grundbesetzung durch zwei Bläser – Oliver Nahm (Trompete) und Oliver Vogt (Saxophon). Benno und Marcel wurden später durch Manfred Moos (Gitarre) und Matthias Kraft (Orgel) ersetzt. Später kamen zur musikalischen Unterstützung noch weitere Musiker hinzu: Andreas Winkler (Posaune), Andreas Bersch (Perkussion) und Matthias Möller (Trompete).
Am 10. Januar 2010 wurde auf der Homepage die Auflösung der Band per Ende 2010 aus familiären Gründen bekanntgegeben. Das Abschlusskonzert fand am 30. Oktober in der großen Halle des Schlachthofs in Wiesbaden statt. Supportact an diesem Abend waren Kick Joneses.
Im Rahmen der Neueröffnung des renovierten Wiesbadener Schlachthofes gab Frau Doktor noch ein vorerst letztes Abschiedskonzert am 16. November 2012.
Zum Anlass des 40. Geburtstags einer guten Freundin gab Frau Doktor am 19. Juni 2015 ein Konzert im neu eröffneten Kesselhaus des Wiesbadener Schlachthofs. Da sämtliche Karten nach kurzer Zeit ausverkauft waren, wurde ein zusätzliches Konzert am 27. Juni 2015 ebenfalls im Kesselhaus veranstaltet. Es folgten weitere Einzelkonzerte, während die Band ansonsten bis auf die Veröffentlichung der Livesingle Alte Männer inaktiv blieb.
Im Dezember 2018 informierte die Band augenzwinkernd, dass die 2010 bekannt gegebene Auflösung gescheitert sei.
Am 18. September 2020 erschien schließlich zehn Jahre nach Grenzen der Gemütlichkeit das Nachfolge-Album Onkel Punk über Rookie Records.

## Diskografie

### Studioalben
- 1998: Muss! (Wolverine Records)
- 2000: Dauercamper (Elmo Records)
- 2002: Penner Superdisco (Elmo Records)
- 2006: Wer mich leiden kann kommt mit (Ritchie Records)
- 2020: Onkel Punk (Rookie Records)

### Kompilationen
- 2010: Grenzen der Gemütlichkeit (Rookie Records)

### Livealben
- 2004: Wunschkonzert (Elmo Records)

### Demos
- 1997: Süße Ska Musik (EP, Eigenproduktion)

### Singles
- 2012: Alte Männer (7’’, Rookie Records)

### Samplerbeiträge
- 1997: Ska Practise auf My Private Wiesbaden
- 1998: Too Drunk to Fuck und Prolskin auf Ska-Attack
- 2000: Irgendwie mag ich dich auf Ska Chartbusters
- 2004: Koga Miyata auf Mondo SKA – One World Under a Groove